# Chase Jeter
Chase Michael Jeter (Las Vegas, 19 settembre 1997) è un cestista statunitense.

## Palmarès
- McDonald's All-American Game (2015)